# Jaya dasymalla
Jaya dasymalla is een insect uit de familie van de mierenleeuwen (Myrmeleontidae), die tot de orde netvleugeligen (Neuroptera) behoort. 
Jaya dasymalla is voor het eerst wetenschappelijk beschreven door Gerstäcker in 1863.